# Opština Vrapčište
Vrapčiště (makedonsky Врапчиште, albánsky Vrapçisht) je opština na západě Severní Makedonie. Vrapčište je také název vesnice, která je centrem opštiny. Opština je součástí Položského regionu.

## Geografie
Opština sousedí na severu s opštinou Bogovinje, na východě s opštinou Brvenica, na jihu s opštinou Gostivar a s Kosovem na západě.
Centrem opštiny je vesnice Vrapčište. Dále se v opštině nachází 14 vesnic.
Vesnice: Dobri Dol, Galate, Gorjane, Gradec, Gurgevište, Kalište, Lomnica, Negotino, Novo Selo, Požarane, Senokos, Toplica, Vranovci, Zubovce

## Demografie
Podle sčítání lidu z roku 2021 žije v opštině 19 842 obyvatel. Etnickými skupinami jsou:
- Albánci = 15 109 (76,15 %)
- Turci = 3 099 (15,62 %)
- Makedonci = 875 (4,41 %)
- ostatní = 759 (3,83 %)